# Placynthiaceae
Placynthiaceae es una familia de hongos liquenizados en el orden Peltigerales (suborden Collematineae). Las especies de esta familia por lo general habitan en regiones templadas del hemisferio norte.